# TESCREAL
TESCREAL è un neologismo acronimo, proposto da Timnit Gebru e Émile Torres, che significa "transumanesimo, estropianesimo, singolaritanismo, cosmismo, razionalismo, altruismo efficace e lungoterminismo". Gebru e Torres sostengono che questi concetti si sovrappongono, soprattutto nei circoli sociali e accademici della Silicon Valley incentrati sull'intelligenza artificiale. In quanto tale, l'acronimo viene talvolta utilizzato da loro per criticare un sistema di credenze associato alla Big Tech. Neşe Devenot ha affermato che l'acronimo TESCREAL si riferisce alle "élite tecnologiche globali" che usano l'intelligenza artificiale e le droghe psichedeliche come parte di un piano deliberato per aumentare la disuguaglianza.
Torres sostiene che queste idee hanno precedenti ideologici; che il transumanesimo, l’estropismo e il singolaritarismo sono presentati come un insieme coerente di idee da Raymond Kurzweil, un noto evangelista della tecnologia e ricercatore di intelligenza artificiale di Google. È stato attribuito il cosmismo come influenza sulla visione del mondo di Elon Musk. Sam Bankman-Fried era un membro della comunità Effective Altruism, collaborando con una certa assiduità con il filosofo di Oxford William MacAskill. Torres dice che Nick Bostrom e Eliezer Yudkowsky sono "TESCREAListi".
I discorsi intorno a un rischio esistenziale dall'intelligenza artificiale generale (AGI) sono detti da Torres essere direttamente alimentati dai sostenitori delle ideologie TESCREAL.

## Risposte
Il sociologo, transumanista e bioeticista James J. Hughes (con Eli Sennesh) definisce l'anti-TESCREAL come una teoria conspirazionista ed afferma: "Questi cospirazionisti della nuova sinistra riuniscono tutte le filosofie futuriste sotto l'acronimo di TESCREAL, collegato nelle loro menti all'eugenetica e al razzismo. Ancora una volta, c'è una rete di fatti alla base delle loro fantasie, proprio come [Jeffrey] Epstein ha confermato QAnon. Ma lo stile di argomentazione cospirazionista è cattiva storia intellettuale e cattiva politica."